# Arnold Bouka Moutou
Arnold Bouka Moutou (Reims, 28 novembre 1988) è un ex calciatore francese naturalizzato congolese (Repubblica del Congo), di ruolo difensore.

## Carriera

### Club
Il 28 febbraio 2020 viene ingaggiato dai canadesi del Valour.

### Nazionale
Ha esordito in nazionale nel 2014. Nel 2015 ha partecipato alla Coppa d'Africa.